# Jon Sistiaga Escudero
Jon Sistiaga Escudero   (Irun, 10 de novembre de 1967) és un periodista basc.

## Biografia
Llicenciat en Periodisme i doctorat en Relacions Internacionals per la Universitat del País Basc, Jon Sistiaga ha realitzat reportatges en llocs com Ruanda, Irlanda del Nord, Colòmbia, Pròxim Orient, Kosovo, Afganistan, Tailàndia, Mèxic, Corea del Nord, Guinea Equatorial o Argentina.

### Detenció aSèrbia(1999)
El 2 d'abril de 1999, Sistiaga i el càmera de Telecinco Bernabé Domínguez van ser detinguts per les tropes sèrbies quan es trobaven a la frontera entre Kosovo i la República de Macedònia (avui, Macedònia del Nord) filmant l'arribada d'un tren carregat de refugiats. Tots dos van ser alliberats cinc dies més tard.

### La guerra de l'Iraq (2003)
Sistiaga i el càmera José Couso van relatar l'inici de la Guerra de l'Iraq com a reporters de Telecinco. Allí, Sistiaga va viure tota la fase de bombardejos i la caiguda del dictador Saddam Hussein. Tal com va narrar en el seu llibre Ninguna guerra es igual a otra (2004), un atac de les forces estatunidenques contra l'hotel on s'allotjaven periodistes de diferents mitjans internacionals van posar fi a la vida del seu amic i company José Couso.
Aquest mateix any va rebre el premi Ortega y Gasset de periodisme.

## Llibres
- Ninguna guerra se parece a otra (2004).
- José Couso: la mirada incómoda (coautor, 2004).

## Programes
- REC Reporteros Cuatro (2010, Cuatro). Director i presentador de sis reportatges.
- Reportajes Canal +: Jon Sistiaga (2011 -?, Canal +). Director i presentador.
- W!tness (2014-?, Canal +). Director i presentador.[3][4]

## Reportatges d'investigació
- Los legionarios de Alá.
- Al Qaeda en la red.
- Amarás al líder sobre todas las cosas
- Españoles en el laberinto libanés.
- 11-M. Retrato de los asesinos.
- Lecciones de Irlanda.
- Los entresijos de Guantánamo.
- Papi, comprame un Kalashnikov
- Sargento: ¿A qué estamos disparando?
- Chernobyl, zona de alienación
- Secuestrados: agonia en la oscuridad.
- Narcoméxico; Corrido para un degollado (Parte 1); Alfombra roja para los muertos (Parte 2)
- Gaza: lo que Israel no quería que viéramos
- Niños, guerreros y zombis
- Afganistán, Españoles en la ratonera
- Infierno Guantánamo.
- Honduras: Manual para un golpe de Estado
- Los desiertos de Al Qaeda
- Los guardianes de Chávez
- Los blancos de la ira.
- En las puertas del infierno.
- Los señores de la guerra
- A lomos de la bestia
- Barras bravas
- Caminando sobre las bombas
- En la ciudad del fin del mundo
- La América del odio (El País Semanal)
- No es país para mujeres (2014).

## Premis
Premis Ondas
| Any  | Categoria                    | Canal   | Resultat  |
| ---- | ---------------------------- | ------- | --------- |
| 2012 | Millor cobertura informativa | Canal + | Guanyador |

Premi Ortega y Gasset
| Any  | Resultat  |
| ---- | --------- |
| 2003 | Guanyador |